# Nombre d'onde
Pour les articles homonymes, voir onde (homonymie).
En physique, le nombre d'onde ou nombre d'ondes (wave number en anglais), ou encore la répétence (repetency), est une grandeur proportionnelle à l'inverse de la longueur d'onde.
Deux définitions du nombre d'onde doivent être distinguées.
1. Le nombre d'onde est la norme du vecteur d'onde[5]. Son unité est le radian par mètre. Il est relié à la longueur d'onde par l'équation {\displaystyle k={\frac {2\pi }{\lambda }}}. Il est l'analogue, dans l'espace, de la fréquence angulaire, ou pulsation, et devrait être qualifié d'angulaire[6] afin de le distinguer du suivant. Il est parfois qualifié de circulaire.
2. Le nombre d'onde, couramment noté σ, désigne l'inverse de la longueur d'onde[1],[2] λ : {\displaystyle \sigma ={\frac {1}{\lambda }}}. Il est l'analogue dans l'espace de la fréquence (temporelle) et est d'ailleurs souvent appelé fréquence spatiale. Il s’exprime en mètre à la puissance moins un. Principalement utilisé en spectroscopie, il est parfois qualifié de spectroscopique[7] (en anglais : spectroscopic wavenumber[8]) pour le distinguer du précédent.

Le nombre d'ondes spectroscopique diffère d'un facteur 2π du nombre d'onde angulaire.
L'application d'une transformation de Fourier sur des données fonctions du temps produit un spectre en fonction de la fréquence ou de la pulsation ; de façon analogue, son application sur les données fonctions de coordonnées spatiales (fonction de la position) produit un spectre en fonction du nombre d'onde.

## En physique
En général, le nombre d'onde utilisé est le nombre d'onde angulaire.
Il est couramment noté k et est le plus souvent défini comme le produit de {\displaystyle 2\pi } et de l'inverse de la longueur d'onde {\displaystyle \lambda } :
{\displaystyle k={\frac {2\pi }{\lambda }}},
où :
- {\displaystyle \lambda } est la longueur d'onde,

Il est aussi exprimé par les équations suivantes :
{\displaystyle k={\frac {2\pi \nu }{v_{p}}}={\frac {\omega }{v_{p}}}},
où :
- {\displaystyle \nu } est la fréquence,
- {\displaystyle v_{p}} est la vitesse de phase de l'onde (aussi appelée vitesse de propagation de l'onde ou simplement célérité),
- {\displaystyle \omega } est la fréquence angulaire ou pulsation.

Sa dimension [k] est :
{\displaystyle [k]=\mathrm {L} ^{-1}\cdot {1}},
où :
- {\displaystyle \mathrm {L} ^{-1}} est la dimension de l'inverse d'une longueur,
- {\displaystyle 1} dénote l'adimensionnalité d'un angle plan.

Il s'exprime ainsi, dans le Système international d'unités, en radian (s) par mètre (rad m−1 ou rad/m).
Le nombre d'onde angulaire est intimement lié à celui de vecteur d'onde.
Le nombre d'onde angulaire intervient notamment dans la relation de Planck-Einstein, selon laquelle l'énergie {\displaystyle E} d'un photon est proportionnelle à la fréquence {\displaystyle \nu } de l'onde électromagnétique associée au photon considéré :
{\displaystyle E=h\,\nu },
où :
- {\displaystyle h} est la constante de Planck.

La relation de Planck-Einstein peut s'exprimer en termes de longueur d'onde :
{\displaystyle E=\hbar \,c\,k},
avec :
- {\displaystyle \hbar }, la constante de Planck réduite,
- {\displaystyle c}, la vitesse de la lumière dans le vide,

d'où :
{\displaystyle k={\frac {E}{\hbar \,c}}}.
On peut également attribuer un nombre d'onde à une particule matérielle d'impulsion moyenne {\displaystyle p}, en utilisant la relation de de Broglie :
{\displaystyle k\equiv {\frac {p}{\hbar }}}.

## En spectroscopie
En spectroscopie, le nombre d'onde ou nombre d'ondes {\displaystyle {\bar {\nu }}} (également noté {\displaystyle \sigma }) est le nombre d'oscillations de l'onde par unité de longueur, il est ainsi défini comme :
{\displaystyle {\bar {\nu }}={\frac {1}{\lambda }}}.
où {\displaystyle \lambda } est la longueur d'onde. L'unité du nombre d'ondes est donc le m−1.
Par exemple, les nombres d'ondes des raies d'émission de l'atome d'hydrogène sont données par :
{\displaystyle {\bar {\nu }}=R\left({\frac {1}{{n_{1}}^{2}}}-{\frac {1}{{n_{2}}^{2}}}\right)}.
- {\displaystyle R} est la constante de Rydberg.
- {\displaystyle n_{1}} et {\displaystyle n_{2}} sont les numéros des orbitales avec {\displaystyle n_{2}>n_{1}}.

## Sciences atmosphériques
En sciences de l'atmosphère, le nombre d'onde est défini comme la longueur du domaine spatial divisé par la longueur d'onde, ce qui est équivalent au nombre de fois où une onde a la même phase sur l'ensemble du domaine spatial. Le domaine spatial peut être 2π dans un cas zéro-dimensionnel, ou {\displaystyle 2\pi R\cos \left(\phi \right)} pour une onde dans l'atmosphère, avec {\displaystyle R} le rayon de la Terre et {\displaystyle \phi } la latitude. Les diagrammes nombre d'onde-fréquence sont courants pour représenter les ondes dans l'atmosphère.